# فرانك فوستر (ملحن)
فرانك فوستر (بالإنجليزية: Frank Foster)‏ هو عازف جاز وملحن أمريكي، ولد في 23 سبتمبر 1928 في سينسيناتي في الولايات المتحدة، وتوفي في 26 يوليو 2011 في تشيسابيك في الولايات المتحدة بسبب قصور كلوي.

## وصلات خارجية
- فرانك فوستر على موقع IMDb (الإنجليزية)
- فرانك فوستر على موقع ميوزك برينز (الإنجليزية)
- فرانك فوستر على موقع أول ميوزيك (الإنجليزية)
- فرانك فوستر على موقع ديسكوغز (الإنجليزية)